# Tetranchyroderma weissi
Tetranchyroderma weissi is een buikharige uit de familie Thaumastodermatidae. Het dier komt uit het geslacht Tetranchyroderma. Tetranchyroderma weissi werd in 2002 voor het eerst wetenschappelijk beschreven door Todaro. 